# 갈릴래아호
갈릴래아호(← 고대 그리스어: Γαλιλαιας 갈릴라이아스[*])는 이스라엘 북쪽에 있는 담수호이다. 호수의 둘레가 약 53 km이고, 남북으로 21 km, 동서로 11 km이며 면적은 대략 166 km2에 이른다. 호수 둘레는 약 50km다. 헤르몬 산에서 발원한 물이 북쪽에서 흘러들어 온 뒤 요르단강을 통해 사해로 빠져나간다. 해수면으로부터 약 209 m가량 아래에 위치하고 있으며 수심의 평균 깊이는 약 26 m, 가장 깊은 곳은 43 m이다.
네게브 사막의 관개용수원이 되고 있으므로 대아랍 분규의 한 쟁점이 되고 있다.

## 이름
갈릴래아라는 이름은 ‘구역’을 뜻하는 히브리어 단어 ‘갈릴’에서 나왔고 구약성경과 신약성경에 모두 등장한다. 신약성경에는 주로 ‘바다’로 기록되어 있고 예수와 관련해 유명하다. 구약성경에는 킨네렛 호수(히브리어: יָם כִּנֶּרֶת, 민수기34:11, 여호수아 13:27)로 나오고, 신약성경에는 게네사렛 호수, 갈릴라이아스 바다, 티베리아스 바다 등으로 기록되어 있다.

## 개요
주요한 수원은 북쪽에 위치한 헤르몬산이다. 이곳 정상은 1년 내내 눈이 쌓여있다. 이 눈이 녹아서 갈릴리 호수로 흘러가 호수는 생물이 풍성하다.

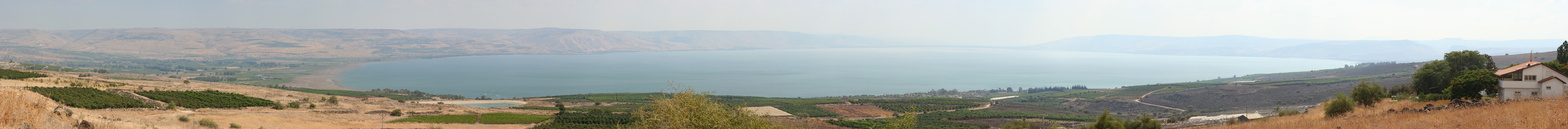
북쪽에서 바라본 갈릴래아 호수

## 같이 보기
- 예수의 기적